# Margaret Mensah-Williams

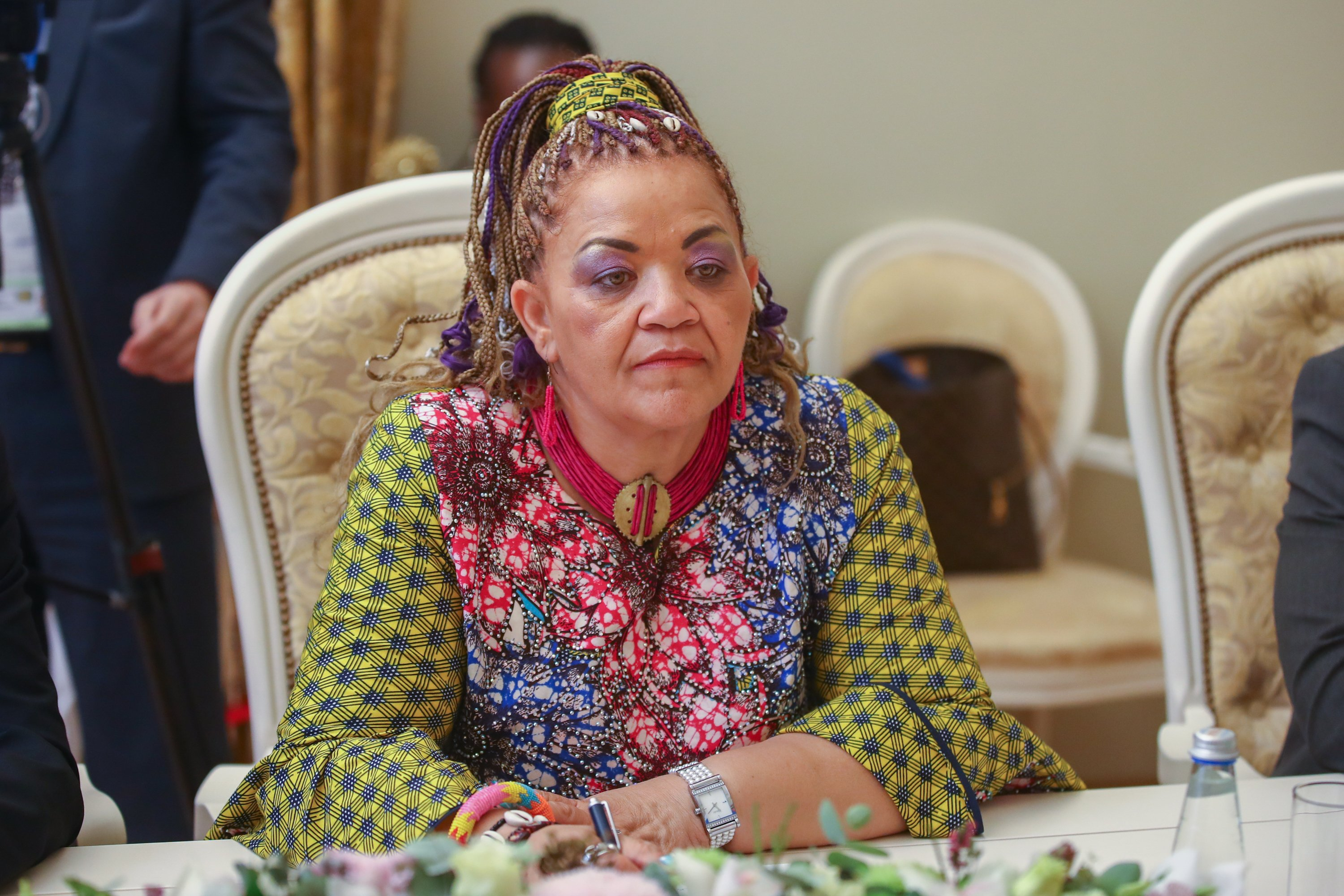
Margaret Mensah-Williams (2017)

Margaret Natalie Mensah-Williams (* 25. Dezember 1961 in Mariental, Südwestafrika) ist eine namibische Politikerin der SWAPO.
Mensah-Williams war vom 8. Dezember 2015 bis Oktober 2019 Vorsitzende des namibischen Nationalrates. Seit Dezember 2020 ist sie namibische Botschafterin in den Vereinigten Staaten.
Mensah-Williams studierte in Kapstadt (Südafrika). Zwischen 1998 und 2005 war sie Vizepräsidentin des Nationalrates und bekleidet seit 1997 zahlreiche hochrangige Positionen in der SWAPO. Sie diente zudem in höheren Positionen in internationalen Organisationen, vor allem zum Thema Frauenrechte.
Mensah-Williams ist verheiratet und hat drei Kinder.